# تولسي كومار
تولسي كومار (بالإنجليزية: Tulsi Kumar)‏ هي مطربة هندية من مواليد نيودلهي. ولدت لرجل أعمال ومنتج أفلام ومؤسس T-Series Gulshan Kumar و Sudesh Kumari. لديها شقيقان، خوشالي كومار وبوشان كومار. هي متزوجة من هيتيش رلهان منذ عام 2015 ولديها ولد.

## وصلات خارجية
- تولسي كومار على موقع IMDb (الإنجليزية)
- تولسي كومار على موقع ميوزك برينز (الإنجليزية)
- تولسي كومار على موقع ديسكوغز (الإنجليزية)